# Högdalens industriområde

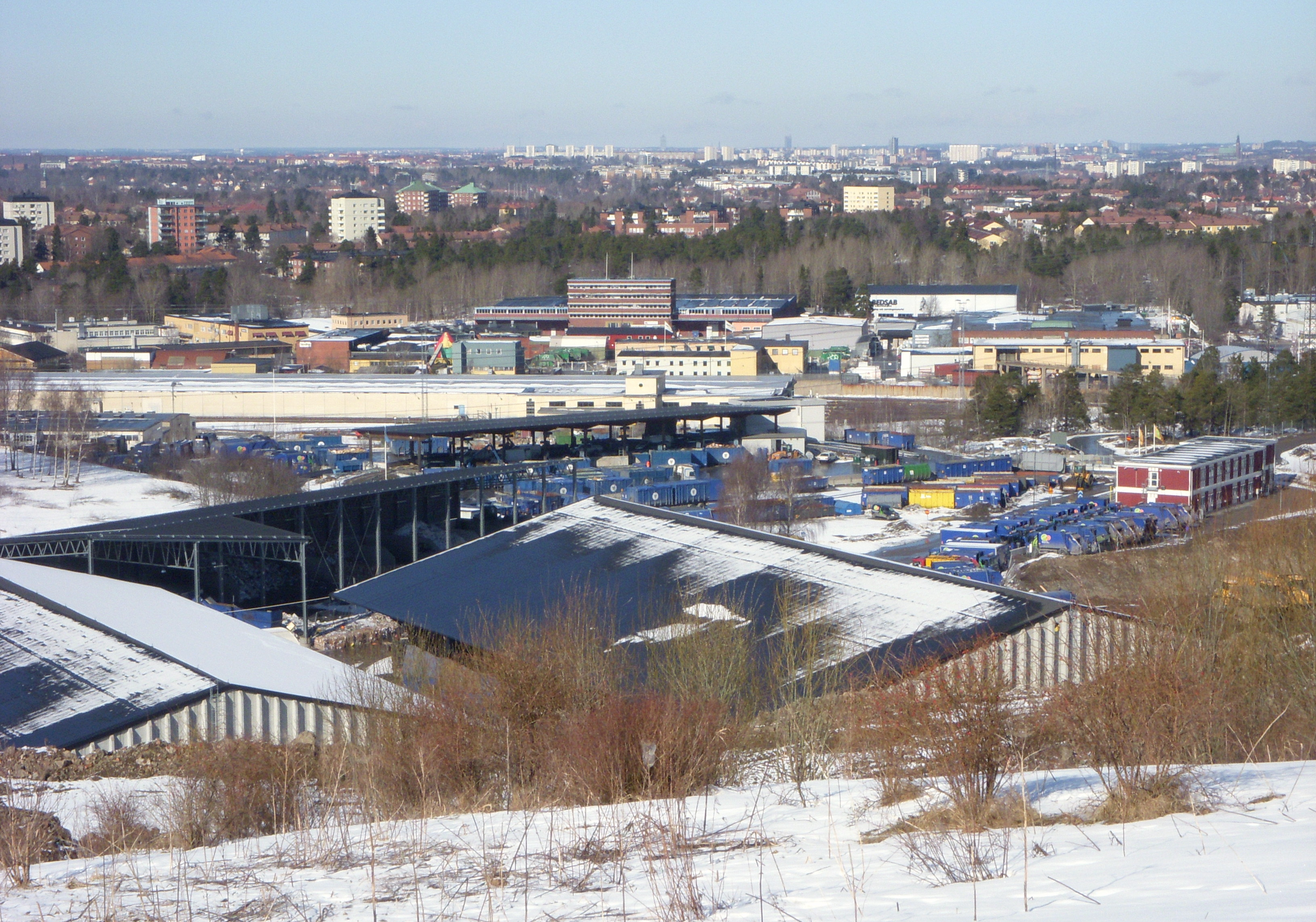
Högdalens industriområde med ÅVC Vantör i förgrunden, vy från Högdalstoppen, mars 2011.

Högdalens industriområde (numera egentligen Högdalens verksamhetsområde) var ursrungligen ett industriområde beläget i sydöstra delen av stadsdelen Högdalen i södra Stockholm. Området började anläggas i mitten av 1950-talet och stod huvudsakligen färdigt i mitten av 1970-talet. Sedan dess har nya byggnader och verksamheter tillkommit. Stockholms stad vill utveckla området till ett företagsdistrikt med tjänster och arbetsplatser inom miljöteknik. Området har av Stockholms Stad utnämnts till dess viktigaste tekniska försörjningsområde.

## Historik

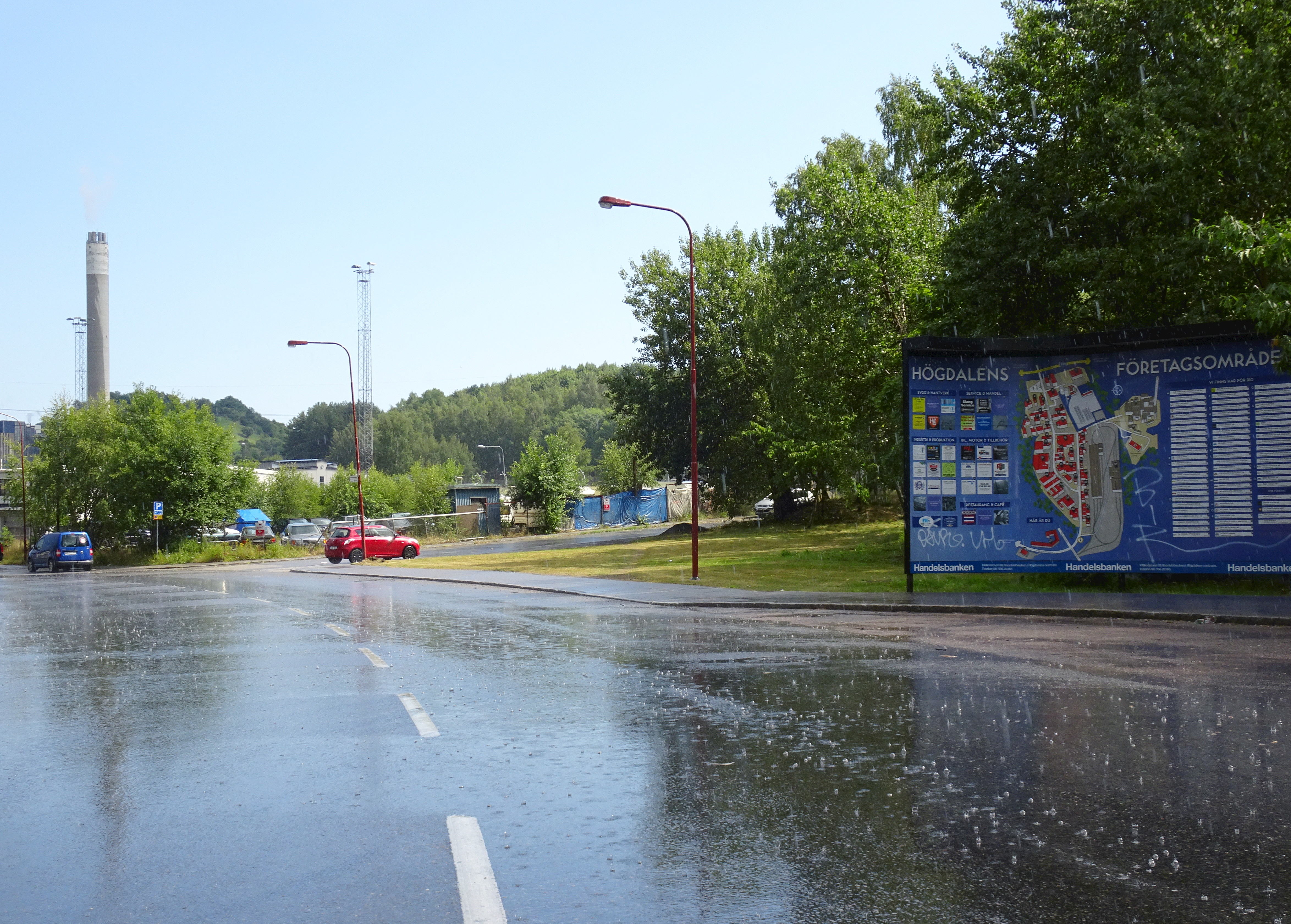
Infart från Magelungsvägen, 2016.

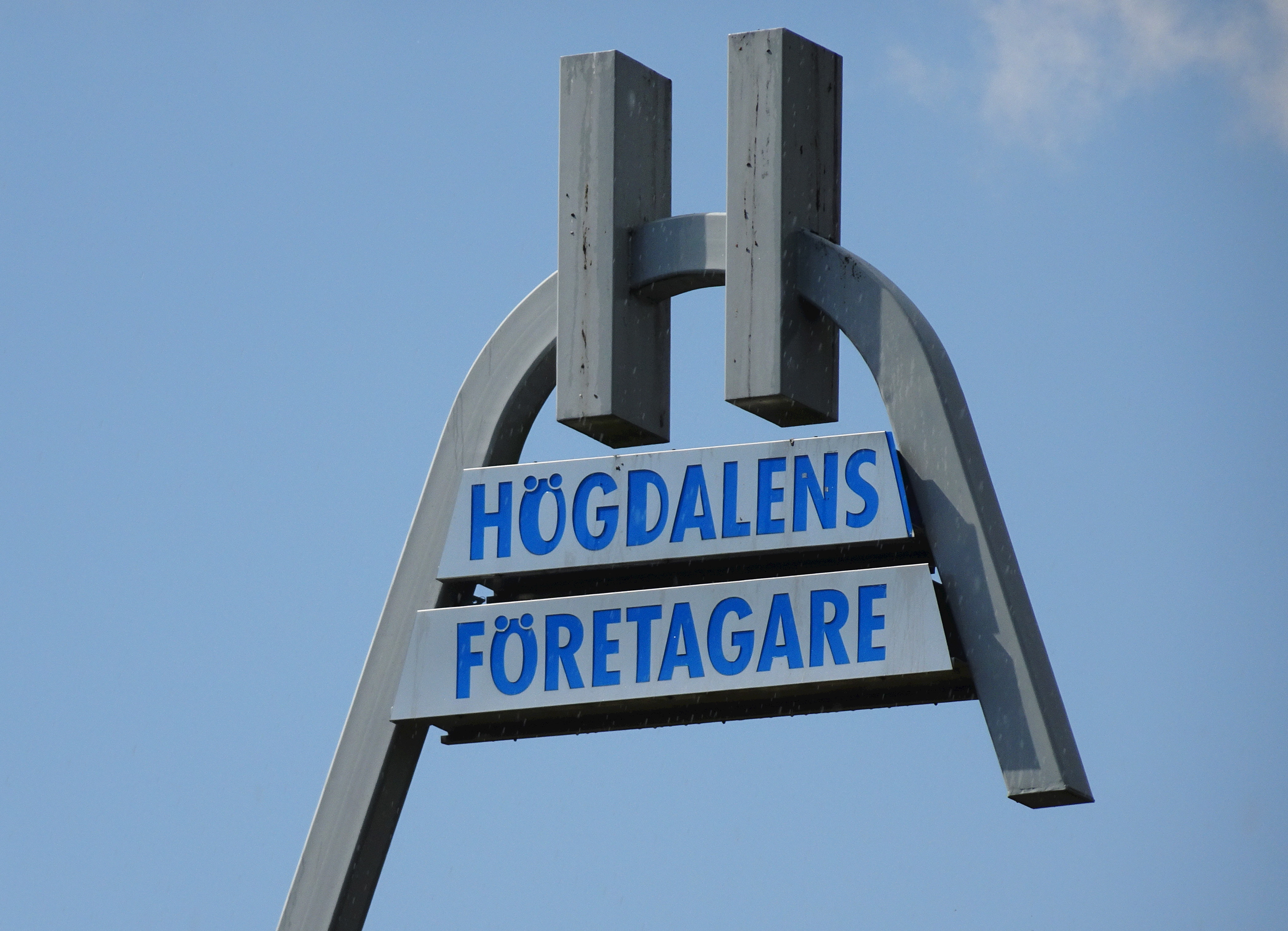

Redan i de förberedande arbetena för stadsdelarna Högdalen och Bandhagen i början av 1950-talet förutsattes att mark för ett industriområde skulle avsättas sydost om den nya bostadsbebyggelsen. Meningen var att erhålla arbetsplatser för de boende. Så utvecklades Högdalens industriområde till ett renodlat arbetsplatsområde, uppfört från sent 1950-tal till mitten av 1970-talet. 
Huvudvägar genom området är Stallarholmsvägen, Harpsundsvägen och Kvicksundsvägen. Infart sker från Örbyleden i nordost respektive från Magelungsvägen i sydväst. Kvartersnamnen anknyter till fotografi, till exempel Blixtlampan, Blixtljuset, Filmremsan, Stillbilden och Filmkameran. Söder om industriområdet reser sig den konstgjorda Högdalstoppen som 1955 började anläggas av schakt- och rivningsmassor.
Områdets industri- och kontorshus är uppförda med målade eller putsade lättbetongstommar. Rött fasadtegel och korrugerade plåtfasader är vanliga. Ursprungligen fanns ett stort inslag av mekaniska verkstäder och annan tillverkningsindustri samt lager. En av de första företag som flyttade hit var Prols fabrik vars röda topp på taket med texten PROL har blivit ett välkänt inslag i bebyggelsen vid Harpsundsvägen. Prolstoppen är bestruken med ett patenterat temperaturkänsligt färgpigment utvecklat av Prols Fabrik vilket ändrar färgen under temperaturväxlingar på över 5 grader Celsius från ljust (kallare) till mörkt (varmare) vilket går bäst att beskåda vid soluppgång eller solnedgång. Ordet "prol" härstammar från portugisiskans "em prol" vilket betyder på svenska "en fördel". Det antogs på en tågresa 1903 mellan Lissabon och Stockholm som lämpligt namn på fabriken under då gällande handelsförbindesefördrag med Portugal som första exportland av sopspånet Olje-Prol då arbetsnamnet "Svenska Sopspånsfabriken i Gamla Stan med Omnejd och Utland" under aktiebolagsbildandet icke ansågs som lämpligt namn på fabriken. Byggnaden syns på ett flygfotografi från 1959.
Bilrelaterad verksamhet dominerar. Sedan 1970 finns här en filial av Svensk bilprovning (numera Opus Bilprovning AB). Sedan hösten 2015 har Stockholm Vatten sin driftcentral för Stockholms vattenledningsnät i ett nybyggt kontorshus. Inom området märks fyra stora anläggningar: Högdalsdepån, ett elektriskt högspänningsställverk, Högdalenverket med Högdalsgasverket och Återvinningscentral Vantör.

## Framtidsplaner
Under mottot Högdalen 2020 - ett industriområde i världsklass har Stockholms stad för avsikt att utveckla Högdalens industriområde till ett hållbart industridistrikt med etablering av nya tjänster och arbetsplatser inom miljöteknik. Även de befintliga anläggningarna föreslås bli mera energieffektiva och byggnadernas energianvändning skall sänkas till under 100 kWh per kvadratmeter och år, alltså lägre än Boverkets normer för bostadshus. Bland annat föreslås omfattande fotovoltaikanläggningar på byggnadernas yttertak.

## Bilder

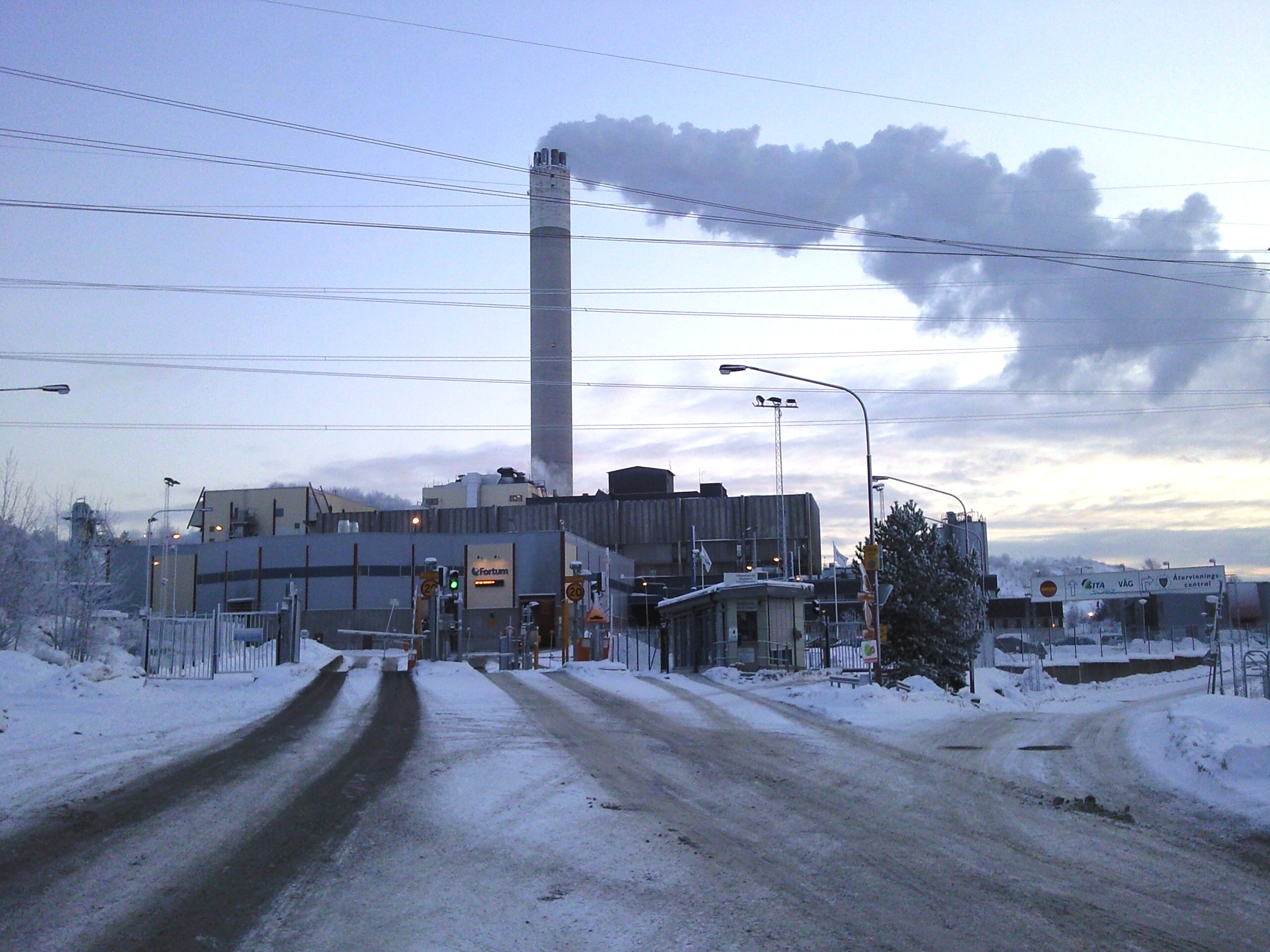
Högdalenverket, 2010.
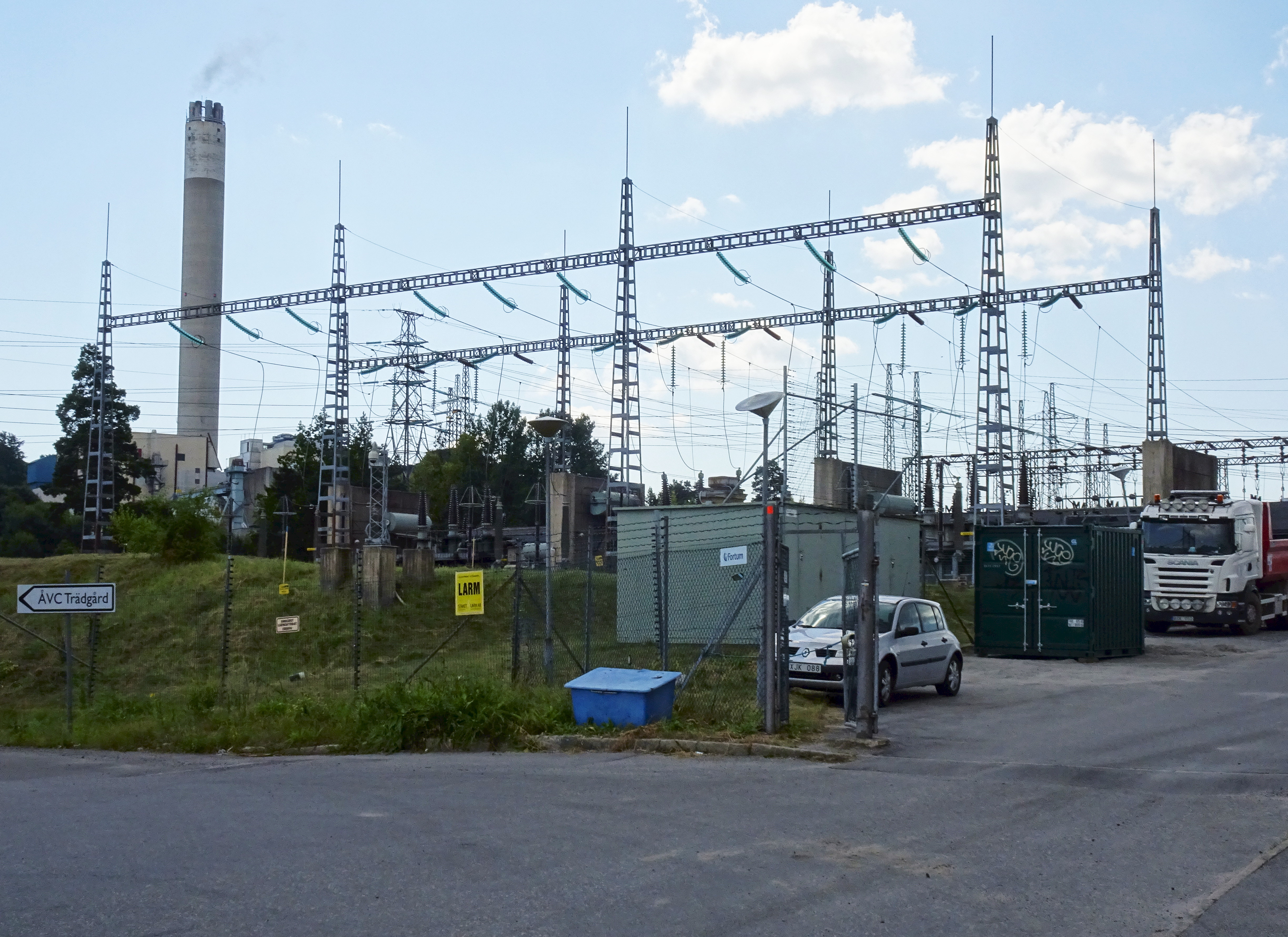
Högspänningsställverket.
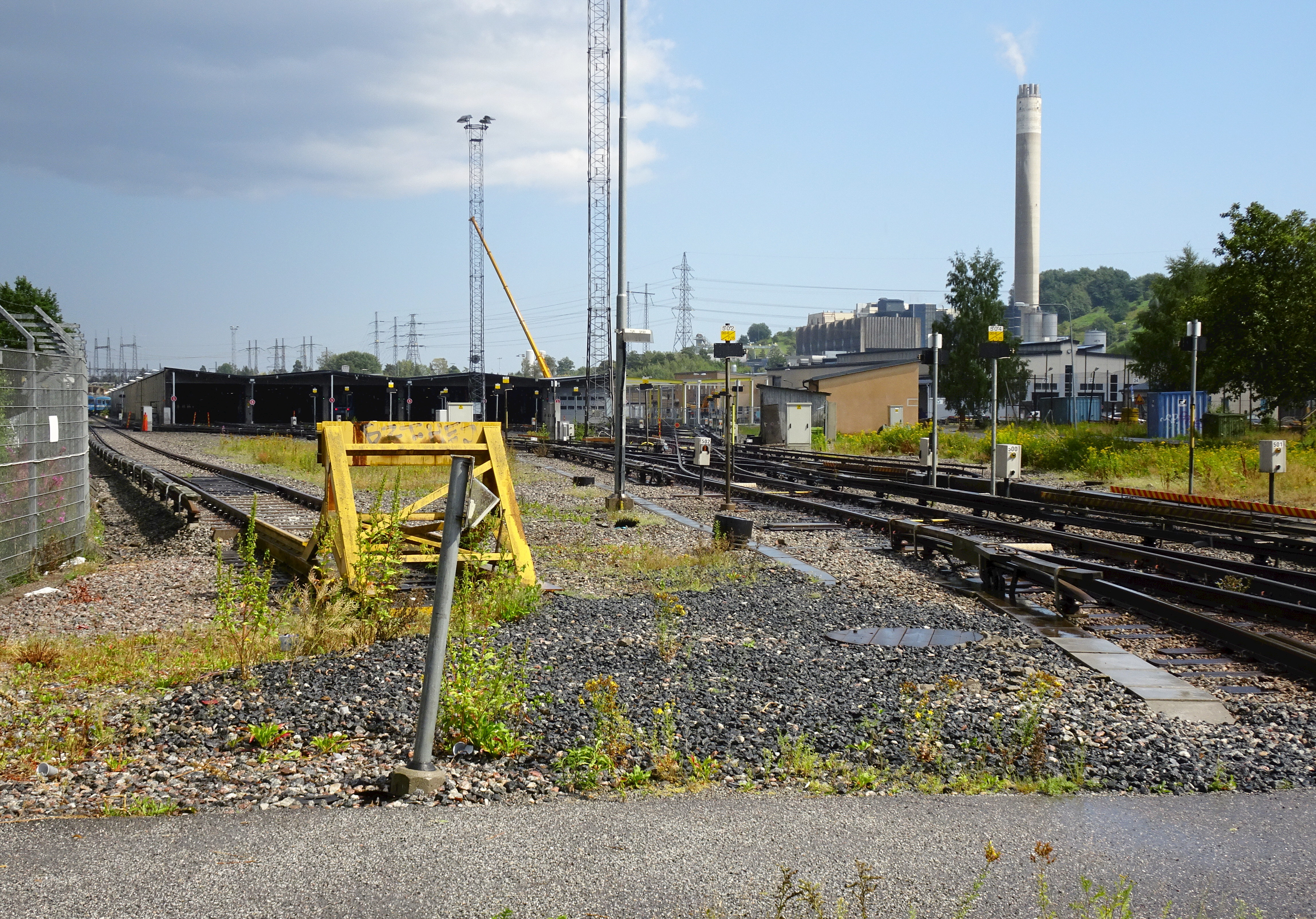
Högdalsdepån.
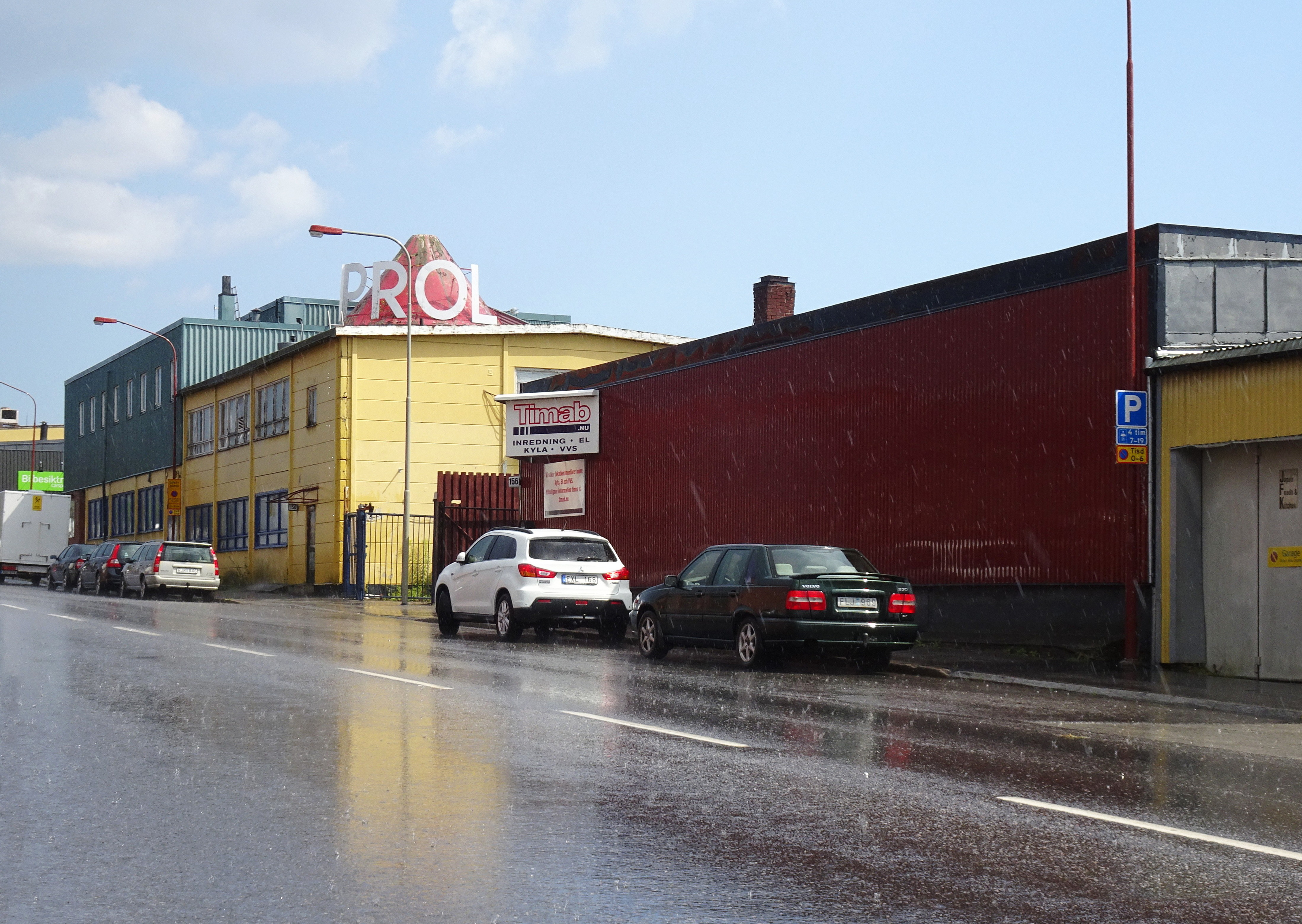
PROL vid Harpsundsvägen.
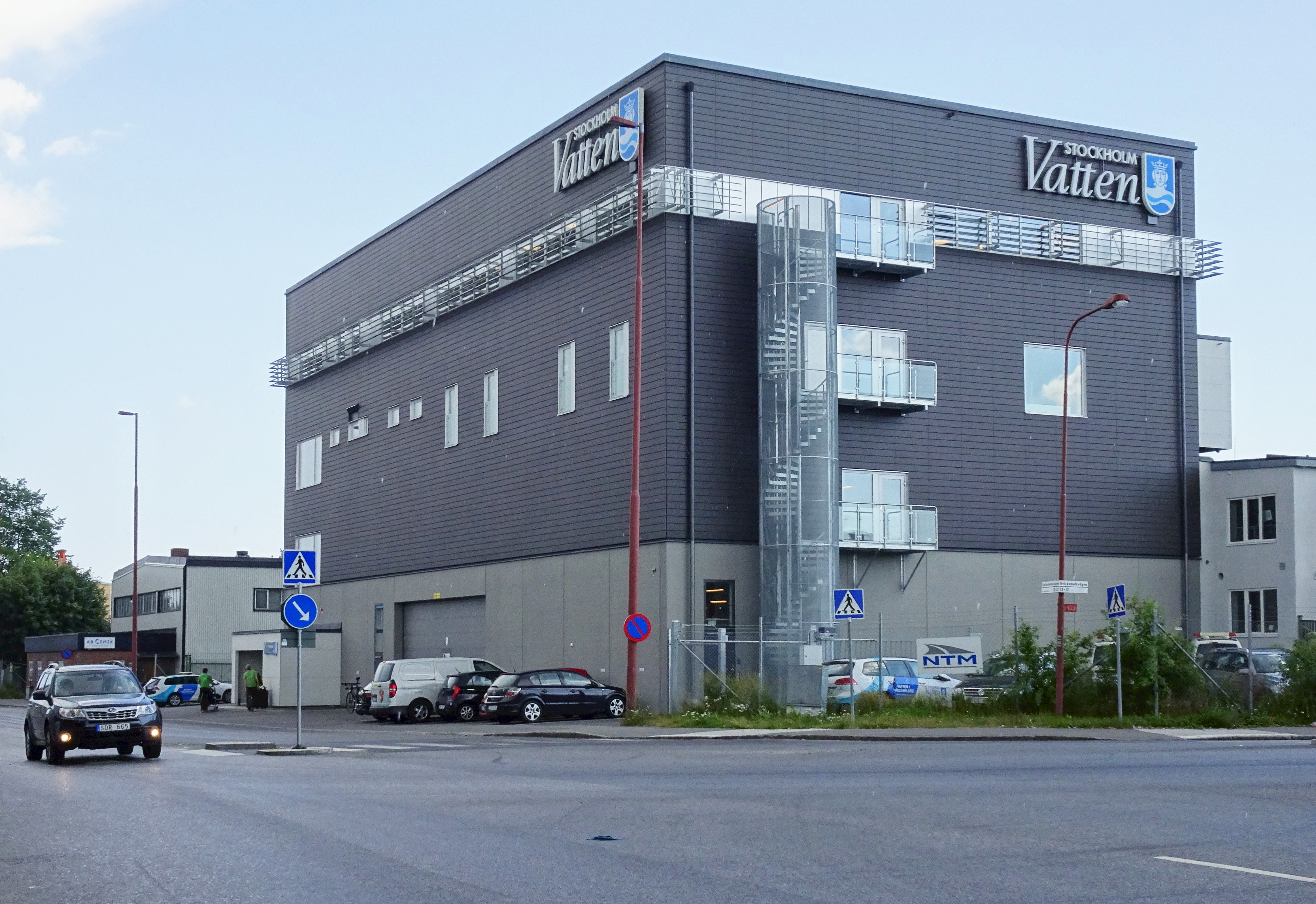
Stockholm Vattens nya kontorshus.